# HotelsCombined
HotelsCombined – multiwyszukiwarka hoteli powstała w 2005 roku w Sydney w Australii.
Strona dostępna jest w 39 wersjach językowych, przedstawia ceny w 120 walutach i zapewnia dostęp do ponad 2 milionów ofert noclegowych z setek portali rezerwacyjnych i sieci hotelowych. Firma zatrudnia obecnie ponad 200 osób.

## Historia
W 2005 roku Yury Shar, Brendon McQueen i Michael Doubinski założyli spółkę mającą na celu stworzenie portalu, który zapewni użytkownikom dostęp do ofert ze stron dla podróżnych. Wszyscy trzej założyciele pracowali wcześniej w HotelClub, ówcześnie będącym częścią Orbitz.
Początkowo bez żadnego kapitału, Shar, McQueen i Doubinski przez 9 miesięcy pracowali zdalnie nad stroną, zanim trafiła ona do sieci. Dzięki stałemu wzrostowi po roku mogli zatrudnić pierwszego pracownika. Dziś mają ich ponad 200 na całym świecie, a z ich portalu korzysta ponad 17 milionów użytkowników miesięcznie. Strona jest obecnie dostępna w 220 krajach i 39 wersjach językowych.

## Produkt

### Technologia
HotelsCombined to multiwyszukiwarka hoteli. Dzięki umowom partnerskim z biurami podróży i sieciami hotelowymi, HotelsCombined pozwala na wyszukiwanie i porównywanie ofert cenowych w jednym wyszukiwaniu, a ponadto przedstawia podsumowanie recenzji i ocen wystawionych obiektom przez klientów za pośrednictwem różnych portali.

### Program partnerski
Program partnerski HotelsCombined pozwala firmom na pozyskanie prowizji poprzez umieszczenie porównywarki cen noclegów na swoim portalu. Treści są dostępne w 39 językach, natomiast interfejs jest konfigurowalny, tak aby można było dostosować go do wyglądu własnej strony.
W kwietniu 2012 roku firma nawiązała umowę z liniami lotniczymi Ryanair w celu wsparcia ich serwisu noclegowego RyanairHotels.com. HotelsCombined przygotowało również wyszukiwarkę dla m.in. Skyscanner, Travelsupermarket, Liligo i Zoover.

## Odbiór marki

### Nagrody
W 2010 roku HotelsCombined zdobyło tytuł strony roku według TRAVELtech oraz znalazło się w finale Telstra 2010 Business Awards. W tym samym roku zajęło również 9. miejsce w rankingu Deloitte Technology Fast 500 Asia Pacific, oraz znalazło się w gronie 10 najlepszych stron dla podróżnych według Arthura Frommera z Frommers.com, autora licznych przewodników turystycznych. W 2011 roku ponownie znalazło się w rankingu Deloitte, tym razem jako jedna z 10 najlepszych australijskich firm, a brytyjski The Independent określił stronę mianem jednego z najlepszych portali umożliwiających oszczędzanie.

### Media
Przygotowywany przez firmę raport Hotel Price Trend, ukazujący aktualne trendy cenowe na portalach turystycznych i w sieciach hotelowych, był opisywany przez prasę na całym świecie, w tym L.A. Times, The Gulf Daily News i The Australian.